# Open di Francia 2010 - Doppio maschile in carrozzina
Stéphane Houdet e Michael Jeremiasz erano i detentori del titolo, ma Jeremiasz non ha partecipato quest'anno.
Houdet ha fatto coppia con Shingo Kunieda e ha battuto in finale 6–0, 5–7, [10–8] Robin Ammerlaan e Stefan Olsson.

## Teste di serie
1. Stéphane Houdet /  Shingo Kunieda (campioni)
2. Maikel Scheffers /  Ronald Vink (semifinali)

## Tabellone

### Legenda
| - Q = Qualificato - WC = Wild card - LL = Lucky loser | - ALT = Alternate - SE = Special Exempt - PR = Protected Ranking | - w/o = Walkover - r = Ritirato - d = Squalificato |

### Finali
|  | Semifinali | Semifinali                     | Semifinali                     | Semifinali | Semifinali |  |  | Finale | Finale                         | Finale | Finale | Finale |  |
|  |            |                                |                                |            |            |  |  |        |                                |        |        |        |  |
|  | 1          | Stéphane Houdet Shingo Kunieda | Stéphane Houdet Shingo Kunieda | 6          | 6          |  |  |        |                                |        |        |        |  |
|  |            | Martin Legner Nicolas Peifer   | Martin Legner Nicolas Peifer   | 2          | 0          |  |  | 1      | Stéphane Houdet Shingo Kunieda | 6      | 5      | [10]   |  |
|  |            | Robin Ammerlaan Stefan Olsson  | 6                              | 5          | [10]       |  |  |        | Robin Ammerlaan Stefan Olsson  | 0      | 7      | [8]    |  |
|  | 2          | Maikel Scheffers Ronald Vink   | 1                              | 7          | [7]        |  |  |        |                                |        |        |        |  |